# Paliativní medicína

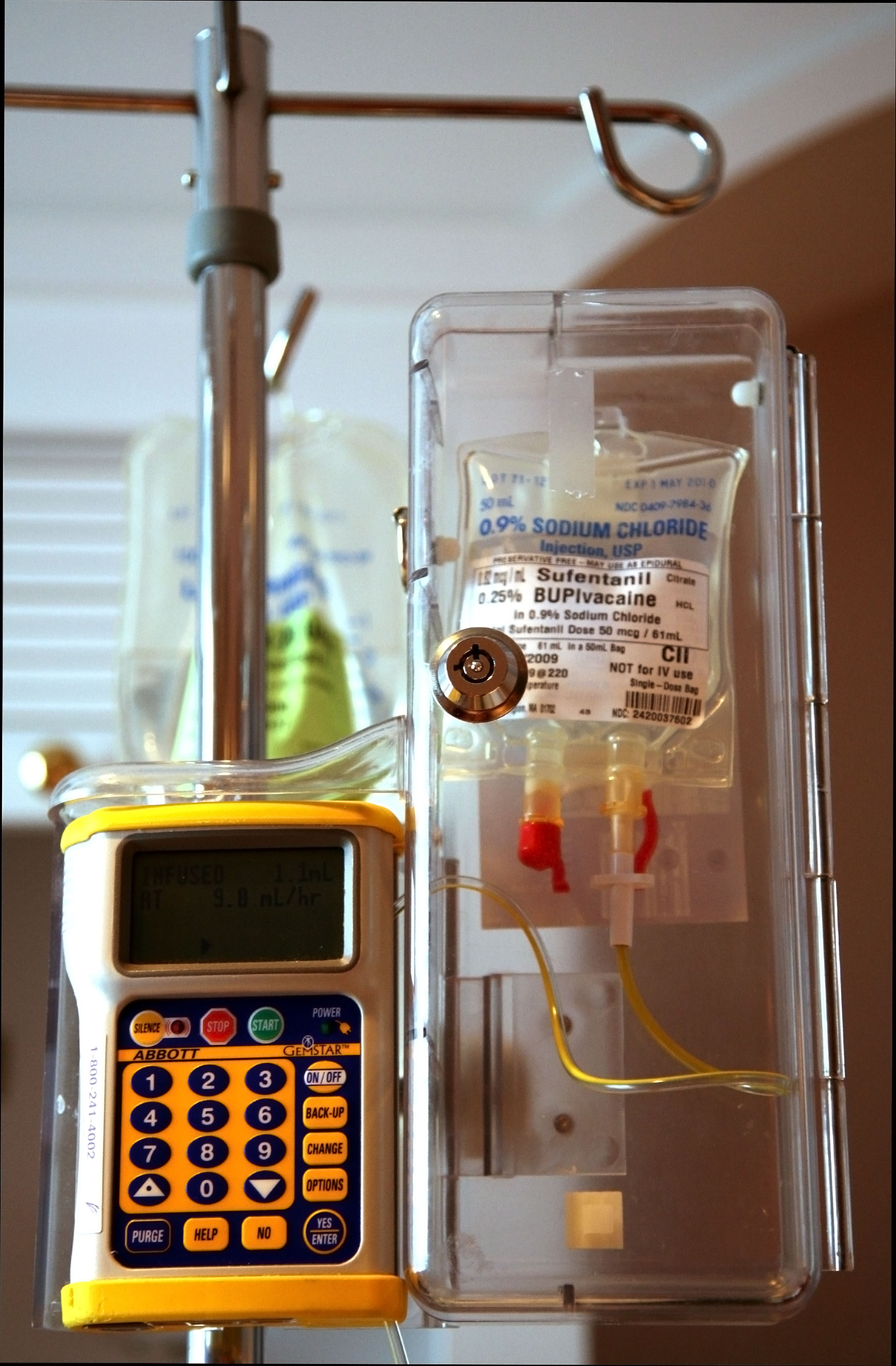
Infuzní pumpa pro vstřikování opioidů epidurálním katétrem

Paliativní medicína se zabývá léčbou nevyléčitelně nemocných pacientů se snahou o dosažení nejlepší možné kvality jejich života. Snaží se respektovat individualitu lidské osobnosti a její jedinečnost ve všech 4 základních rozměrech holistického – celostního pohledu (biologický, psychologický, sociální, spirituální). Tento typ léčby lze poskytovat v různých prostředích s ohledem na potřeby nemocného a jeho celkový stav.
Cílem je, aby vznikaly funkční specializace, navazující na základní medicínské obory, které umožní specializované vzdělávání pro paliativní péči těm odborníkům, jež jsou v přímém kontaktu s onkologickými i neonkologickými pokročile nemocnými.
Lékař zabývající se tímto oborem se nazývá paliatr.

## Moderní paliativní péče
Moderní paliativní péče:
- se neodvrací od nevyléčitelně nemocných, ale chrání jejich důstojnost a klade hlavní důraz na kvalitu života
- dokáže úspěšně zvládat bolest a další průvodní jevy závěrečných stadií smrtelných onemocnění
- je založena na interdisciplinární spolupráci a na celostním pohledu na nemocného člověka, a zahrnuje proto v sobě lékařské, psychologické, sociální, existenciální a spirituální aspekty
- vychází důsledně z individuálních přání a potřeb pacientů, respektuje jejich hodnotové priority (hodnotovou orientaci) a chrání právo pacienta na sebeurčení
- zdůrazňuje význam rodiny a nejbližších přátel nemocných, nevytrhává nemocné z jejich přirozených sociálních vazeb, ale umožňuje jim, aby poslední období života prožili v důstojném a vlídném prostředí a ve společnosti svých blízkých
- nabízí všestrannou účinnou oporu příbuzným a přátelům umírajících a pomáhá jim zvládat jejich zármutek i po smrti blízkého člověka
- vychází ze zkušenosti, že existuje zásadní rozdíl mezi špatnou a kvalitní péčí o umírající a že umírání nemusí být provázeno strachem, nesnesitelnou bolestí a nesmyslným utrpením

## Česká republika

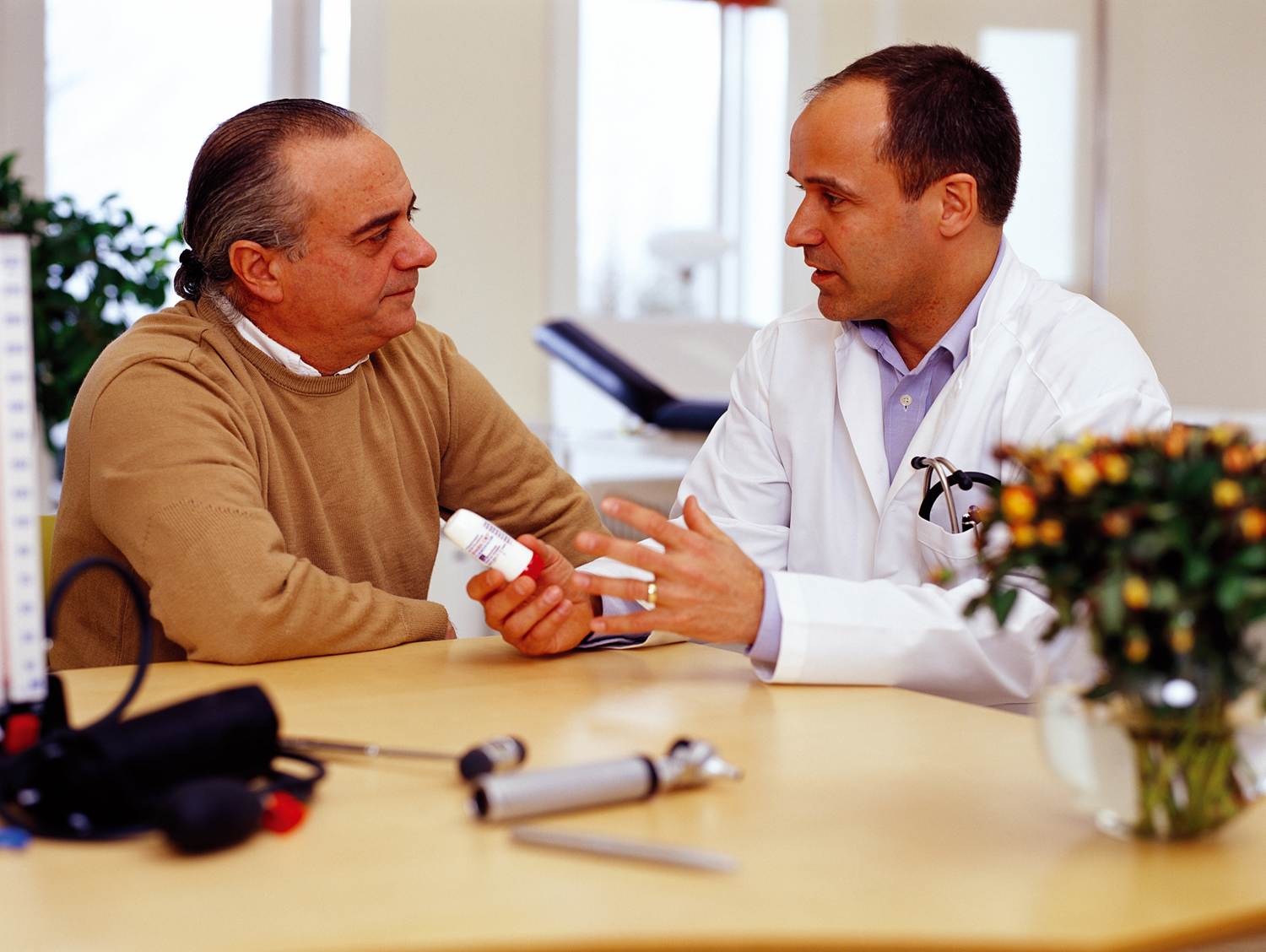
Rozhovor lékaře s pacientem

V České republice je odborná problematika řešena primárně v České společnosti paliativní medicíny České lékařské společnosti Jana Evangelisty Purkyně. Pravidelně pobíhají Celostátní konference paliativní medicíny a do roku 2008 se konal také brněnský den paliativní medicíny.
První specializovaná klinika vznikla v lednu 2021 po názvem Klinika paliativní medicíny 1. LF UK a VFN, jejíž první přednostkou se stala Kateřina Rusinová.